# Santa Maria d'Ullastrell
Santa Maria d'Ullastrell és un edifici del municipi d'Ullastrell (Vallès Occidental) inclosa en l'Inventari del Patrimoni Arquitectònic de Catalunya.

## Descripció
Es tracta d'una església parroquial dedicada a Santa Maria. La seva fisonomia exterior descriu una estructura de planta rectangular dibuixant la silueta de basílica romana. La fàbrica dels seus murs, a la part posterior, és de pedra de riu tot reforçant les cantoneres amb maó vist (restes segurament de l'església primigènia). El mur lateral, que dona al carrer, té el repartiment de l'espai en dos registres i cornisa motllurada. Hi predomina l'aparell de maó vist. Al primer registre hi ha finestres d'arcada rodona i amb vitralls. Al segon registre hi ha obertures cegues. La coberta és a dues aigües i de poca inclinació.
L'aspecte més reeixit de l'edifici és la composició i el dinamisme de la façana. Segons els model clàssics, hi ha dos registres, en sentit horitzontal, i remat amb frontó triangular, amb gran alternança de línies rectes i rodones. Al primer registre hi ha la porta d'entrada, rectangular, amb un tractament de motllures que l'emmarquen. A la línia de la façana hi ha aparell disposat en entrants i sortints. Al costat esquerre hi ha un òcul. Pel que fa al segon registre cal esmentar que està separat per una motllura en forma de ressalt i que continua amb la dinàmica del tractament del maó vist. Al bell mig hi ha una obertura semicircular. Al capdamunt s'observa un frontó triangular amb un òcul centrat.
El dinamisme general és de gran horitzontalitat, que queda una mica compensada quant al tester de la pròpia façana amb l'aixecament de la torre campanar.
La torre-campanar està aixecada a partir del tester de la façana principal seguint la tipologia de planta octogonal (de cares principals i les altres més petites com a cantoneres) a manera de pervivència de les estructures utilitzades per l'arquitectura religiosa popular catalana del segle xviii. En aquest cas, els murs són de factura de maó, ja dins del gust dels materials utilitzats pel Modernisme. A les respectives cares, tant a les petites com les grans, hi ha un tractament de motllures de maons arrodonits que emmarquen la galeria oberta del registre inferior, on van col·locades les campanes, com la superior, separats entre si per una motllura de separació en ressalt. Al registre superior, i a les cares més grans, hi ha les esferes del rellotge (xifres romanes sobre fons blanc) i dessota la data de realització feta amb mosaic. El coronament es caracteritza per presentar una cúpula recoberta de trencadís ceràmic de color blanc. Tot el remat és de perfil ondulant i recorda al de la torre aixecada en la Masia Freixa de Terrassa, obra del mateix arquitecte.

## Història
La data de realització és de l'any 1908.